# Argentina-Bósnia e Herzegovina em futebol
Argentina-Bósnia e Herzegovina em futebol refere-se ao confronto entre as seleções da Argentina e da Bósnia e Herzegovina no futebol.

## Histórico
Histórico do confronto entre Argentina e Bósnia e Herzegovina no futebol profissional, categoria masculino:
| Data                   | Cidade                   | Jogo                             | Resultado | Competição            |
| 14 de maio de 1998     | Córdoba Argentina        | Argentina - Bósnia e Herzegovina | 5 - 0     | jogo amigável         |
| 18 de novembro de 2013 | St. Louis Estados Unidos | Argentina - Bósnia e Herzegovina | 2 - 0     | jogo amigável         |
| 15 de junho de 2014    | Rio de Janeiro Brasil    | Argentina - Bósnia e Herzegovina | 2 - 1     | Copa do Mundo de 2014 |

## Estatísticas
- Atualizado até 18 de julho de 2014[4]

| Equipe               | Jogos | Vitórias | Empates | Gols marcados |
| -------------------- | ----- | -------- | ------- | ------------- |
| Argentina            | 3     | 3        | 0       | 9             |
| Bósnia e Herzegovina | 3     | 0        | 0       | 1             |

### Números por competição
| Competição    | Jogos | Vitórias da Argentina | Empates | Vitórias da Bósnia e Herzegovina | Gols da Argentina | Gols da Bósnia e Herzegovina |
| ------------- | ----- | --------------------- | ------- | -------------------------------- | ----------------- | ---------------------------- |
| Jogo amigável | 2     | 2                     | 0       | 0                                | 7                 | 0                            |
| Copa do Mundo | 1     | 1                     | 0       | 0                                | 2                 | 1                            |
| Total         | 3     | 3                     | 0       | 0                                | 9                 | 1                            |

### Artilheiros
- Atualizado até 18 de julho de 2014

| Gols        | Argentina                                  | Bósnia e Herzegovina |
| ----------- | ------------------------------------------ | -------------------- |
| 3 gols      | Gabriel Batistuta                          | -                    |
| 2 gols      | Sergio Agüero                              | -                    |
| 1 gol       | Ariel Ortega, Javier Zanetti, Lionel Messi | Vedad Ibišević       |
| Gols contra | Sead Kolašinac (1)                         | -                    |
| Total       | 9                                          | 1                    |